# 쥘리안 로트
쥘리안 로트(Julie-Anne Roth, 1973년 3월 31일 ~ )는 프랑스, 캐나다의 배우이다.

## 출연 작품
- 여왕 마고